# Leslie King
Leslie King (* 6. März 1950 in San Fernando; † 28. Oktober 2009 in Mount Hope) war ein Bahnradsportler aus Trinidad und Tobago.

## Werdegang
Leslie King war der dominierende Bahnradsportler seines Heimatlandes von Mitte der 1960er bis Anfang der 1970er Jahre. 1966 startete er bei den British Empire and Commonwealth Games 1966 in Kingston, jedoch ohne Medaillenerfolg. Bei den Commonwealth Games in Edinburgh vier Jahre später errang er Silber im Sprint und Bronze im 1000-Meter-Zeitfahren.
1968 startete King bei den Olympischen Sommerspielen in Mexiko-Stadt im Sprint und schied in der ersten Runde aus. Bei den Zentralamerika- und Karibikspielen 1970 sowie den Panamerikaspielen 1971 gewann er jeweils den Sprint-Wettbewerb und belegte im 1000-Meter-Zeitfahren Platz zwei. 1972 hatte er in München seinen zweiten Start bei Olympischen Spielen – im Sprint und im Zeitfahren – konnte sich aber wiederum nicht vorne platzieren. King war mehrfach am Start der Bahnradsport-Weltmeisterschaften. Er bestritt dort den Sprint und das 1000-Meter-Zeitfahren.
Nach dem Ende seiner eigenen Laufbahn engagierte sich King in der Nachwuchsarbeit im Arima Velodrome. Während einer Reise des Bahn-Nationalteams von Trinidad und Tobago in Venezuela erlitt er im Jahre 2009 einen Schlaganfall. Er wurde zurück in sein Heimatland gebracht, um dort im Eric Williams Medical Sciences Complex operiert zu werden; die hohen Kosten für seine Operation wurden gespendet. King starb noch vor dem Eingriff im Alter von 59 Jahren. Die Kosten für seine Beerdigung übernahm der nationale Sportverband, dessen Sekretär Leslie King zum Zeitpunkt seines Todes gewesen war.
Von 2009 bis 2016 wurde auf Trinidad das Straßenradrennen Leslie King Memorial ausgetragen.

## Erfolge
1970
- British Commonwealth Games – 1000-Meter-Zeitfahren
- British Commonwealth Games – Sprint
- Zentralamerika- und Karibikspielesieger – Sprint
- Zentralamerika- und Karibikspiele – 1000-Meter-Zeitfahren

1971
- Panamerikaspielesieger – Sprint
- Panamerikaspiele – 1000-Meter-Zeitfahren